# Cantó d'Illiers-Combray
El cantó d'Illiers-Combray és un cantó francès del departament d'Eure i Loir, situat al districte de Chartres. Té 20 municipis i el cap és Illiers-Combray.

## Municipis
- Bailleau-le-Pin
- Blandainville
- La Bourdinière-Saint-Loup
- Cernay
- Charonville
- Les Châtelliers-Notre-Dame
- Chauffours
- Épeautrolles
- Ermenonville-la-Grande
- Ermenonville-la-Petite
- Illiers-Combray
- Luplanté
- Magny
- Marchéville
- Méréglise
- Meslay-le-Grenet
- Nogent-sur-Eure
- Ollé
- Saint-Éman
- Sandarville

## Història
| Data d'elecció                           | Identitat             | Partit                         | Qualitat |
| ---------------------------------------- | --------------------- | ------------------------------ | -------- |
| 1949-19..                                | Amable Astor          | radical                        |          |
| 19..-196.                                | Georges Billebault    | radical                        |          |
| 196.-1992                                | André Gillot          | radical, després Divers gauche |          |
| 1992-2004                                | Jacques Guillard      | Divers droite                  |          |
| 2004-                                    | Jean-François Manceau | UMP                            |          |
| les dades anteriors no són pas conegudes |                       |                                |          |
|                                          |                       |                                |          |

## Demografia
| A partir de 1990: Població sense dobles comptes |